# Justo Goizueta Gridilla
Justo Goizueta Gridilla OAR (* 27. November 1912 in San Martín de Unx, Navarra, Spanien; † 20. Juni 1991 ebenda) war ein spanischer römisch-katholischer Prälat der Territorialprälatur Madera in Mexiko.

## Leben
Justo Goizueta Gridilla trat der Ordensgemeinschaft der Augustiner bei und empfing am 28. Juli 1935 die Priesterweihe.
Am 14. Januar 1970 wurde er von Papst Paul VI. zum Titularbischof von Egara und zum ersten Prälaten der bereits 1966 errichteten Territorialprälatur Madera ernannt. Die Bischofsweihe spendete ihm der Erzbischof von Mexiko-Stadt, Miguel Darío Kardinal Miranda y Gómez am 8. Februar 1970; Mitkonsekratoren waren Francisco Orozco Lomelín, Weihbischof in Mexiko-Stadt, und Adalberto Almeida y Merino, Bischof von Chihuahua.
Seinem altersbedingten Rücktrittsgesuch gab Papst Johannes Paul II. am 2. Februar 1988 statt.